# Epikopais poorei
Epikopais poorei är en kräftdjursart som beskrevs av Kelly L. Merrin 2009. Epikopais poorei ingår i släktet Epikopais och familjen Munnopsidae.
Artens utbredningsområde är New South Wales. Inga underarter finns listade i Catalogue of Life.